# 小峰満男
小峰 満男（おみね みつお、1880年7月18日 - 1935年10月3日）は、日本の政治家。衆議院議員（2期）。

## 経歴
茨城県出身。1907年、明治大学法律経済科、翌年同大学の高等研究科を卒業。松原町(現・高萩市)議、多賀郡会議員、茨城県会議員となる。また高萩運送、常盤商事、茨城無煙炭礦、水戸ツウリング自動車各(株)取締役社長、多賀製塩所、多賀銀行、多賀電気、久慈川電気工業、東部電力、茨城電力、小里川電気、茨城醤油各(株)取締役を務める。
1928年の第16回衆議院議員総選挙において茨城2区から立憲民政党公認で立候補してトップ当選し1930年の第17回衆議院議員総選挙で再選し、衆議院議員を2期務めた。1932年の第18回衆議院議員総選挙で落選した。1935年死去。